# Josef Rübsam (Politiker)
Josef Rübsam (* 14. Januar 1822 in Soisdorf, Kreis Hünfeld; † 5. September 1886 in Hanau) war ein deutscher Richter und Abgeordneter.

## Leben
Josef Rübsam studierte 1841–1845 an der Philipps-Universität Marburg Rechtswissenschaft. 1844 wurde er Mitglied des kurzlebigen Corps Buchonia Marburg. Nach dem Studium schlug er die Richterlaufbahn ein. 1866 wurde er Amtsrichter in Fulda und 1879 Amtsgerichtsrat in Hanau. Er erhielt den Charakter als Justizrat.
Von 1863 bis 1866 war Rübsam Mitglied des Landtags von Kurhessen. Von 1870 bis 1886 saß er als Abgeordneter des Wahlkreises Kassel 11 (Hünfeld, Gersfeld) im Preußischen Abgeordnetenhaus. Er gehörte der Fraktion des Zentrums an.